# Anna Rosbach
 (mai 2019).
Si vous disposez d'ouvrages ou d'articles de référence ou si vous connaissez des sites web de qualité traitant du thème abordé ici, merci de compléter l'article en donnant les références utiles à sa vérifiabilité et en les liant à la section « Notes et références ».
Anna Rosbach Andersen, née le 2 février 1947 à Gladsaxe, est une femme politique danoise.
Membre du Parti populaire danois de 2009 à 2011, sans étiquette de 2011 à 2014 puis membre du Fokus en 2014, elle est députée européenne de 2009 à 2014. 